# 嘉能可
嘉能可（英語：Glencore，LSE：GLEN、JSE：GLN、OTC US: GLCNF、前港交所上市編號：0805）總部位於瑞士巴爾，為全球最大的商品交易商，主要從事生產和營銷金屬、礦產、能源產品和農產品。前董事長馬世民是和記黃埔前董事總經理，現時董事長為托尼·海沃德，首席執行官為伊凡·格拉森博格。嘉能可於2015年財富世界500強中排名第10。

## 历史
成立於1974年，其註冊地為澤西。於2011年進行公開招股，發售12.5億股，包括價值79億美元的新股和原有股東出售價值21億美元的舊股，招股價介乎每股480至580便士（61.24至79.18港元）。嘉能可引入了12名基礎投資者，包括Aabar投資公司、黑石集團、新加坡政府投資公司、瑞信、瑞士銀行和紫金礦業等。嘉能可最終把招股價訂為每股530便士（66.35港元），總集資金額約為100億美元。股份會在5月19日在倫敦証券交易所開始有條件交易，並分別在5月24日及5月25日開始在倫敦証券交易所及香港交易所上市及無條件買賣。
其中主要附屬、聯營和合營公司包括：俄羅斯聯合鋁業公司、斯特拉塔股份有限公司、加丹加礦業股份有限公司、威特发公司等著名企業。
而在2012年2月3日，嘉能可正式和聯營公司斯特拉塔合併，總代價約800億美元（6400億港元），如成功合併，將會成為全球最大礦業公司。其後獲當局批准和斯特拉塔合併交易。
2012年3月，嘉能可宣布以61億加元全購加拿大最大食品加工商威特发公司。交易完成後，嘉能可會以26億加元向Agrium及Richardson出售威特发在加拿大的部分資產。
2013年9月17日，嘉能可斯特拉塔將旗下的麵條生產商Dakota Growers Pasta，以3.7億美元（約28.86億港元）現金作價，出售予美國食品製造商Post控股。Dakota Growers是早前收購Viterra中的一部份。
2014年5月8日，嘉能可斯特拉塔宣布，正式任命英国石油公司前CEO托尼·海沃德为董事长。
2016年12月9日，俄羅斯政府以105億歐元（约113億美元），出售俄罗斯石油19.5%的股份給嘉能可及卡塔尔主權基金，兩方將各自擁有Rosneft的9.75%股權。
2017年10月31日，該公司公布於2018年1月31日撤銷於港交所上市，原因英國上市管理局正式牌價表於約翰內斯堡證券交易所，再者在香港股東名冊內僅有少數，約0.3%，因此不符合成本效益。

## 外部連結
- 嘉能可公司網站（页面存档备份，存于）